# Volume (Computerspiel)
Volume ist ein Schleichspiel von Mike Bithell Games, das 2015 für Windows, macOS und PlayStation 4 erschien, im Folgejahr dann auch für PlayStation Vita.

## Beschreibung
Volume spielt in einer dystopischen Zukunftsvision von Großbritannien. Robert Locksley ist ein Einbrecher, der in Robin-Hood-Manier Einbrüche in die Häuser der reichen Eliten simuliert und seine Vorgehensweise mit Hilfe des sogenannten Volumes als Livestream für die Öffentlichkeit überträgt. Ein Bestandteil des Volumes ist eine Künstliche Intelligenz namens Alan, die Robert bei der Bedienung des Volumes unterstützt. Sein Gegenspieler wird Guy Gisborne, Geschäftsführer des Unternehmens, das die Herrschaft über Großbritannien übernommen und es in eine Korporatokratie umgewandelt hat.
Entsprechend des Szenarios, einem lediglich virtuellen Einbruchsversuchs, ist die Grafikdarstellung ähnlich reduziert. Die Kampagne besteht aus 100 Leveln, in denen Robert jeweils alle Diamanten aufsammeln und dabei Begegnungen mit Wachen vermeiden muss. Gewalt ist für die Lösung der Missionen keine Option. Locksley muss Wachen ausweichen oder sie auf irgendeine Weise ablenken. Dazu kann er Geräusche verursachen, bspw. durch Umgebungsobjekte, oder im Level auffindbare Gegenstände nutzen. Wird Robert entdeckt, kann er versuchen zu entkommen, während die Wachen versuchen, seinen Avatar zu vernichten. Misslingt die Flucht, wird Robert an einem der im Level verteilten Checkpoints wiederbelebt und kann die Mission von dort fortsetzen. Mit einem mitgelieferten Editor kann das Spiel um eigene Karten erweitert werden.
Für die Synchronisation des Bösewichts Guy Gisborne konnte Bithell Andy Serkis gewinnen. Robert Locksley wurde von Charlotte McDonnell, die ihn unterstützende KI Alan von Danny Wallace synchronisiert. Da die Spielherausforderung durch geschickte Nutzung des Checkpoint-Systems erheblich gesenkt werden konnte, steuerte Bithell mit einem zusätzlichen, nachträglich per Patch hinzugefügten Spielmodus nach. 2016 wurde das Spiel mit Patch 1.05 kostenlos um 30 neue Level mit neuer Erzählung und Synchronisation für die PlayStation-VR-Brille erweitert. Zusammen mit Oddworld: New ’n’ Tasty! war Volume der erste Fremdtitel, den der neu gegründete Distributor Limited Run Games 2016 für eine zahlenmäßig limitierte Kleinstauflage auf PS-Vita-Datenträger anbot.

## Rezeption
Das Spiel erhielt laut Metacritic mehrheitlich positive Kritiken.

„Flotte Stealth-Action, der ein unausgewogenes Checkpunkt-System und fehlende Herausforderung im Kampf zu schaffen machen. […] Aufgrund kleiner Programmfehler ist die PlayStation-4-Version die etwas schwächere Fassung.“

„In Häppchen hat mir Volume sehr gut gefallen, im Gegensatz zu Calvino Noir funktioniert das Schleichen hier nämlich. Sterbe ich, war das meine Schuld. Nach mehr als zehn Levels habe ich von der sphärischen Musik und der abstrakten Grafik aber genug und brauche eine Pause. Ich komme aber immer wieder. Auch wegen der interessanten Story, die „Robin Hood“ in die Moderne verpflanzt.“